# Rogelio Mangahas
Rogelio Mangahas (Cabiao, 9 de maio de 1939 – 4 de julho de 2018) foi um artista e poeta filipino. 

## Carreira
Ele foi um destinatário de "Poeta do Ano", prêmio do SWP e Gawad Pambansang Alagad e Balagtas de UMPIL (União dos Escritores Filipinas).
Morreu em 4 de julho de 2018, aos 79 anos.